# Преслатинці
45°21′ пн. ш. 18°19′ сх. д. / 45.35° пн. ш. 18.31° сх. д.
Преслатинці (хорв. Preslatinci) — населений пункт у Хорватії, в Осієцько-Баранській жупанії у складі громади Дренє.

## Населення
Населення за даними перепису 2011 року становило 160 осіб.
Динаміка чисельності населення поселення:

## Клімат
Середня річна температура становить 10,99 °C, середня максимальна – 25,27 °C, а середня мінімальна – -6,12 °C. Середня річна кількість опадів – 712 мм.
| Клімат поселення                              | Клімат поселення | Клімат поселення | Клімат поселення | Клімат поселення | Клімат поселення | Клімат поселення | Клімат поселення | Клімат поселення | Клімат поселення | Клімат поселення | Клімат поселення | Клімат поселення | Клімат поселення |
| Показник                                      | Січ.             | Лют.             | Бер.             | Квіт.            | Трав.            | Черв.            | Лип.             | Серп.            | Вер.             | Жовт.            | Лист.            | Груд.            |                  |
| Середній максимум, °C                         | 5,79             | 8,05             | 12,72            | 17,23            | 22,29            | 25,27            | 25,06            | 24,61            | 20,63            | 15,26            | 9,35             | 5,39             |                  |
| Середня температура, °C                       | −0,18            | 2,10             | 6,76             | 11,27            | 16,33            | 19,33            | 21,06            | 20,60            | 16,63            | 11,26            | 5,34             | 1,40             |                  |
| Середній мінімум, °C                          | −6,12            | −3,87            | 0,80             | 5,31             | 10,36            | 13,40            | 17,05            | 16,60            | 12,60            | 7,25             | 1,33             | −2,6             |                  |
| Норма опадів, мм                              | 45               | 43               | 43               | 54               | 66               | 92               | 66               | 62               | 52               | 62               | 70               | 57               |                  |
| Середньомісячна швидкість вітру, м/с          | 2.10             | 2.40             | 2.66             | 2.57             | 2.30             | 2.10             | 2.10             | 1.90             | 1.90             | 1.97             | 2.10             | 2.18             |                  |
| Середньомісячна сонячна радіація, кДж/м²·день | 4286             | 6933             | 10898            | 15348            | 19269            | 21205            | 22137            | 20269            | 14964            | 9330             | 4855             | 3597             |                  |
| --------------------------------------------- | ---------------- | ---------------- | ---------------- | ---------------- | ---------------- | ---------------- | ---------------- | ---------------- | ---------------- | ---------------- | ---------------- | ---------------- | ---------------- |
| Джерело:                                      |                  |                  |                  |                  |                  |                  |                  |                  |                  |                  |                  |                  |                  |